# 布倫嫩河 (萊希河支流)
48°21′15.7″N 10°54′10.1″E / 48.354361°N 10.902806°E

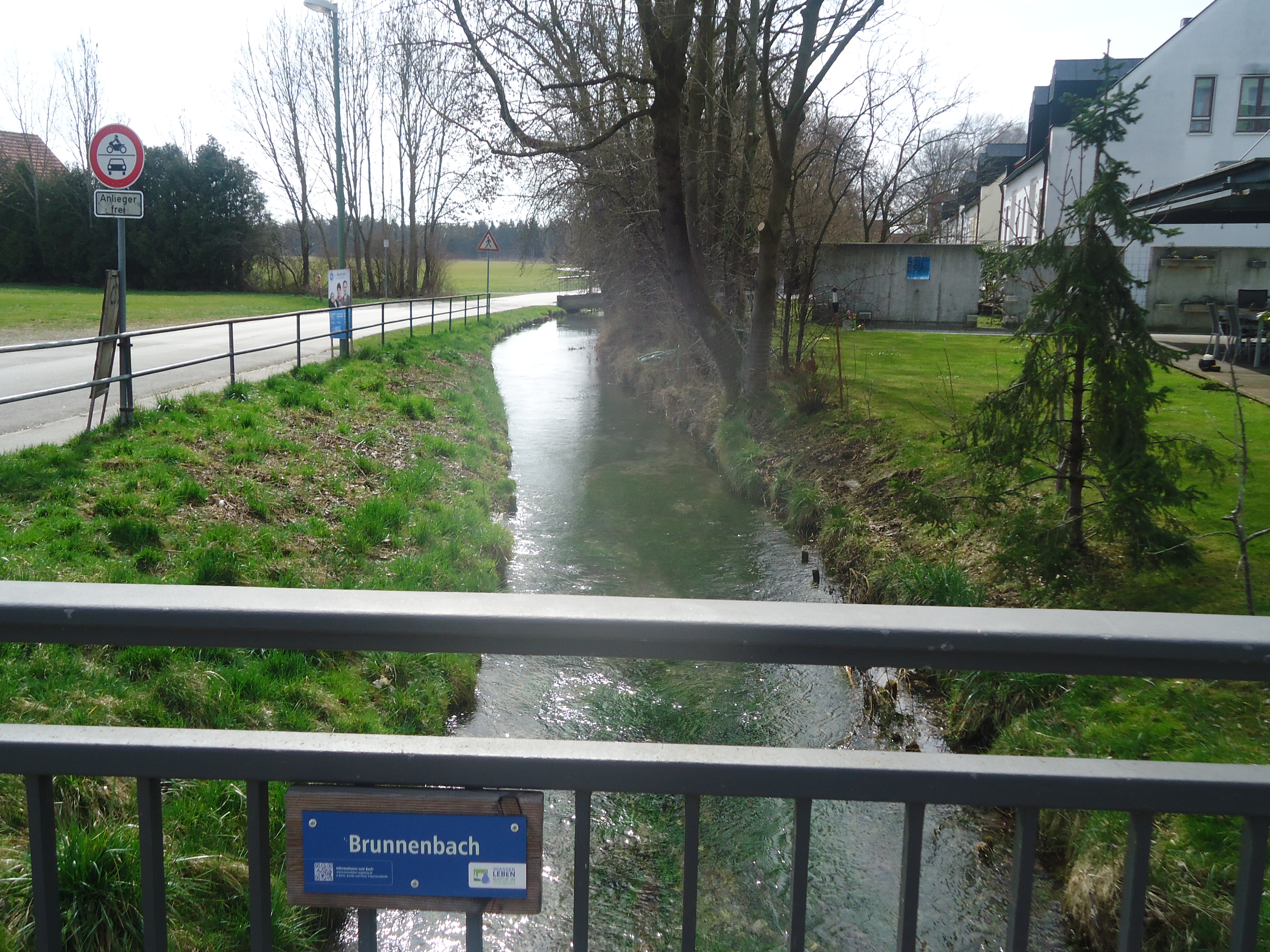

布倫嫩河（德語：Brunnenbach）是德國巴伐利亚州的河流，位於該國東南部，屬於萊希河的支流，河道全長10公里，河畔城鎮有奧格斯堡。